# Leylan
Leylan (farsi لیلان), capoluogo della circoscrizione omonima, è una città dello shahrestān di Malekan nell'Azarbaijan orientale. 